# Референдум в Лихтенштейне по страхованию от огня (1926)
7 февраля 1926 года в Лихтенштейне был проведен референдум о страховании от огня. Избирателям был задан вопрос, нужно ли учредить систему государственного страхования от огня. Предложение отклонили 65,8 % избирателей.

## Итоги
| Вариант                     | Голосов | %    |
| --------------------------- | ------- | ---- |
| За                          | 663     | 34.2 |
| Против                      | 1,276   | 65.8 |
| Недействительных бюллетеней | 51      | -    |
| Всего                       | 1,990   | 100  |
| Число избирателей/явка      | 2,232   | 89.2 |
| Источник: Nohlen & Stöver   |         |      |